# Tibeti barnamedve
A tibeti barna medve - más néven tibeti kék medve - (Ursus arctos pruinosus) a barnamedvének egy alfaja, mely a Tibeti-fennsík élőhelyeit népesíti be. Tibeti nyelven Dom gyamuk néven ismert.
A világ medve alfajai közül az egyik legritkább, a vadonban csupán elvétve látható. Nyugaton csupán néhány szőr- és csontminta alapján ismert. 1854-ben írták le.

## Rendszerezésének története
A góbi medvét néha a tibeti barna medvével sorolják egy alfajba; ez a morfológiai hasonlóságokon és azon az elméleten alapul, hogy a mongol sivatagban élő góbi medve a tibeti barna medve reliktum populációját képezi. A góbi medvét azonban néha külön alfajként kezelik, bár nagyon hasonlít a barna medve más ázsiai alfajaihoz.

## Életmódja
Lehetséges, hogy alkalmanként egyes példányok megfigyelhetők a magas csúcsokon áthaladva, amikor kevesebb az élelemforrás vagy, ha éppen párt keresnek. Az alfaj szokásairól és elterjedéséről keveset tudni, ezért ezen elméletet nehéz bizonyítani.

## Természetvédelmi állapot
A limitált információk miatt a tibeti barna medve pontos védettségi állapota ismeretlen. Az Egyesült Államokban a medvealfaj példányainak vagy testrészeinek kereskedelmét a Veszélyeztetett fajokról szóló Törvény korlátozza. Védett fajként szerepel a Washingtoni egyezmény (CITES) I. függelékében is. Fenyegeti az epéjéért való vadászat, mivel a medve epét használják a hagyományos kínai orvoslásban, illetve még az élőhelyébe való behatolás is.

## Kulturális utalás
A tibeti barna medve arról ismert, hogy a jeti legendájának egyik lehetséges inspirációja lehet. Az 1960-as években Edmund Hillary által vezetett expedíció után két szőrmével tértek haza, amikre a helyiek "jeti bundaként" hivatkoztak, azonban a későbbi vizsgálatok a tibeti barna medvétől származóknak erősítettek meg.

## Fordítás
- Ez a szócikk részben vagy egészben  a   Tibetan blue bear című angol Wikipédia-szócikk fordításán alapul.  Az eredeti cikk szerkesztőit annak laptörténete sorolja fel. Ez a jelzés csupán a megfogalmazás eredetét és a szerzői jogokat jelzi, nem szolgál a cikkben szereplő információk forrásmegjelöléseként.